# Campionato svizzero di hockey su ghiaccio 1944-1945

## Lega Nazionale A

### Partecipanti
Arosa · 
 Basilea Rotweiss · 
 Berna · 
 Davos · 
 Grasshopper Zürich · 
 Montchoisi Lausanne · 
 Zürcher SC

### Verdetti
| Lega Nazionale A 1944-1945 |
| -------------------------- |
| Davos Grasshopper Zürich   |

## Serie A

### Partecipanti
Young Sprinters Neuchâtel · 
...

### Verdetti
| Serie A 1944-1945         |
| ------------------------- |
| Young Sprinters Neuchâtel |